# Peter Shilton
Peter Leslie Shilton, CBE (* 18. September 1949 in Leicester) ist ein ehemaliger englischer Fußballspieler und ist mit 125 Einsätzen im A-Nationalteam Englands Rekordhalter. Er spielte auf der Position des Torhüters. Dabei wechselte er sich im Tor der Fußballnationalelf über Jahre hinweg mit dem ihm ebenbürtigen Ray Clemence ab. Am 16. Juni 1990 überbot er mit seinem 120. Spiel den europäischen Rekord von Pat Jennings, baute diesen auf 125 Spiele aus und hielt diesen bis zum 8. Juni 1995, als er von Thomas Ravelli überboten wurde.

## Spielerkarriere
Während seiner fast drei Jahrzehnte währenden Karriere spielte er bei elf englischen Proficlubs: Leyton Orient, West Ham United, Coventry City, Bolton Wanderers, FC Wimbledon, Plymouth Argyle, Derby County, FC Southampton, Nottingham Forest, Stoke City und Leicester City. Dabei bestritt er 1005 Meisterschaftsspiele.

### Leicester City
1966 startete der erst 16-jährige Peter Shilton seine Spielerlaufbahn bei seinem Heimatverein Leicester City. Er wurde bereits ein Jahr später Nachfolger von Gordon Banks, der zuvor acht Jahre lang das Tor von Leicester gehütet hatte. In der Football League First Division 1968/69 stieg Shilton mit seiner Mannschaft als Tabellenvorletzter in die Second Division ab. Dafür erreichte er mit Leicester das FA Cup Finale 1969, verlor dieses jedoch mit 0:1 gegen Manchester City. In der Saison 1970/71 schaffte er mit seinem Team die Rückkehr in die First Division und konnte sich dort in den folgenden drei Jahren etablieren.

### Stoke City
1974 entschied sich Peter Shilton zu einem Vereinswechsel und wechselte für 325.000 Pfund zu Stoke City. Nach einem guten fünften Platz in der ersten Saison reichte es im folgenden Jahr lediglich zu Platz 12 und in der Football League First Division 1976/77 folgte sogar der Abstieg in die Second Division. Shilton wollte kein weiteres Jahr in der zweiten englischen Liga spielen und schloss sich daraufhin für 250.000 Pfund dem Aufsteiger Nottingham Forest an.

### Nottingham Forest
Nottingham hatte im Jahr zuvor unter dem Trainerduo Brian Clough und Peter Taylor die Rückkehr in die erste Liga geschafft. In der Football League First Division 1977/78 gelang seiner Mannschaft die Sensation, als Aufsteiger die Meisterschaft vor dem FC Liverpool zu gewinnen. Auch die folgende Saison lief sehr erfolgreich und konnte mit dem zweiten Platz in der Football League First Division 1978/79 und dem Gewinn des Landesmeister-Cup 1979 abgeschlossen werden. Im Finale wurde der schwedische Meister Malmö FF in München mit 1:0 bezwungen. Den Siegtreffer erzielte der erst kurz zuvor verpflichtete Trevor Francis.
Als Titelverteidiger startete Nottingham auch im Landesmeister-Cup 1980 und gewann den Titel in Madrid durch ein Tor von Robertson mit 1:0 gegen den Hamburger SV abermals. In der First Division reichte es 1980 zu einem fünften Platz. Der Titelhattrick gelang im Landesmeister-Cup 1981 nicht, bereits in der ersten Runde scheiterte Forest am bulgarischen Meister ZSKA Sofia, in der Liga stand am Ende nur Platz 7.
Damit waren drei überragende Spielzeiten vergangen, in denen ein Gewinn der Meisterschaft, jeweils zwei Erfolge im Europapokal der Landesmeister und im Liga-Cup sowie der Gewinn des Europäischen Supercup 1979 stand. Forest hatte Ende der 1970er bzw. Anfang der 1980er Jahre seine erfolgreichste Zeit in der Vereinsgeschichte, und auch Peter Shilton feierte hier die größten Erfolge seiner Laufbahn. Neben ihm prägten u. a. Verteidiger Viv Anderson, Mittelfeldspieler Martin O’Neill und die Stürmer Trevor Francis und John Robertson den Verein in dieser Zeit. Nach einer durchschnittlichen Saison 1981/82 entschied sich Shilton für eine neue Herausforderung und wechselte zum FC Southampton.

### FC Southampton
Nach einer eher durchschnittlichen ersten Spielzeit erreichte Southampton in der Football League First Division 1983/84 die Vize-Meisterschaft hinter dem Serienmeister FC Liverpool. Dabei konnte Shilton mit seinem Team auch seinen Ex-Verein Nottingham Forest knapp hinter sich lassen. Zudem erreichte der Verein das Halbfinale des FA Cup 1983/84, verlor dieses jedoch im neutralen Highbury-Stadion mit 0:1 gegen den späteren Sieger FC Everton. Die folgende Saison führte die Mannschaft auf einen fünften Tabellenplatz. Durch den zweiten Platz aus dem Vorjahr agierte Southampton auch im UEFA-Pokal 1984/85, scheiterte dort jedoch bereits in der ersten Runde am Hamburger SV. Durch die 5-Jahres-Sperre aller englischer Vereine infolge der Heysel-Katastrophe ab der Saison 1985/86 blieb auch dem FC Southampton eine internationale Teilnahme in den kommenden Jahren verwehrt. Nach zwei durchschnittlichen Jahren in der First Division schloss sich Peter Shilton 1987 Derby County an.

### Derby County
Derby hatte in den letzten beiden Jahren den direkten Durchmarsch von der Third in die First Division erreicht. Nach einem knapp erreichten Klassenerhalt im ersten Jahr mit nur einem Punkt Vorsprung auf den FC Chelsea erreichte Shiltons neues Team in der Football League First Division 1988/89 einen sehr guten fünften Tabellenplatz. Aufgrund der immer noch bestehenden Sperre für alle englischen Vereine führte dies jedoch nicht zu einer Teilnahme am UEFA-Pokal. Dieser Aufschwung war jedoch nur von kurzer Dauer. Nach Platz 16 im Folgejahr stieg Derby in der Saison 1990/91 abgeschlagen als Tabellenletzter in die Second Division ab. Peter Shilton blieb seinem Verein jedoch treu und spielte auch im kommenden Jahr in der zweiten Liga. Mitspieler von ihm in seiner Zeit bei Derby County waren u. a. Mark Wright und Dean Saunders. Nach dem verpassten Aufstieg wechselte der knapp 43-jährige Shilton zu Plymouth Argyle.

### Plymouth Argyle
Plymouth spielte zu dieser Zeit ebenfalls nur in der zweiten Liga und stieg in der Saison 1994/95 sogar in die dritte Liga ab.

### Leyton Orient
Shilton unterzeichnete 1996 seinen letzten Profivertrag als Ersatztorwart beim Drittligisten Leyton Orient FC. Am 22. Dezember 1996 bestritt er beim 2:0-Sieg gegen Brighton & Hove Albion sein 1000. Pflichtspiel. 1997 beendete er seine Karriere im Alter von 47 Jahren.

## Englische Fußballnationalmannschaft
Shilton stand bei fünf internationalen Turnieren zwischen den englischen Pfosten: EM 1980, WM 1982, WM 1986, EM 1988 und bei der WM 1990. Mit 17 WM-Spielen ist er englischer Rekordhalter.
International konnte Shilton in seiner Karriere mit der englischen Nationalmannschaft keine Titel verbuchen.
1986 stand Shilton im Rampenlicht des Weltmeisterschaftsturniers in Mexiko, allerdings in der Opferrolle. Diego Maradona hatte mit der legendären „Hand Gottes“ ein irreguläres Tor erzielt, indem er den Ball mit der linken Hand über den herauseilenden Peter Shilton bugsierte. Argentinien, das 2:1 siegte, brachte Shilton und England um den Einzug ins Halbfinale.
Shiltons größter Erfolg ist das Erreichen des Halbfinalspiels bei der Fußball-Weltmeisterschaft 1990. Hier musste er sich einem abgefälschten Freistoß des Deutschen Andreas Brehme beugen, bei dem er keine gute Figur abgab. Im anschließenden Elfmeterschießen konnte er keinen deutschen Strafstoß parieren; England verpasste das Finale. Bei diesem Turnier war Shilton mit 40 Jahren der älteste Spieler. Er war der erste Torhüter, der zehn WM-Spiele ohne Gegentor bestritten hatte – ein Rekord, der erst 2006 von Fabien Barthez eingestellt werden konnte.

## Trivia
Shilton wurde mit dem Orden MBE und OBE ausgezeichnet. 2024 erhielt er den Orden CBE (Commander of the Most Excellent Order of the British Empire) für seine Verdienste im Fußball und seinen Einsatz in der Spielsuchtprävention.
Für den Commodore 64 gibt es das Spiel „Peter Shiltons Handball Maradona“, in dem man Shilton in englischen Ligaspielen steuern kann.

## Erfolge
- Englischer Meister: 1978 (Nottingham Forest)
- Europapokal der Landesmeister: 1979 und 1980 (Nottingham Forest)
- Englischer Ligapokal: 1978 und 1979 (Nottingham Forest)
- Europäischer Supercup: 1979 (Nottingham Forest)